# Персі Гейлз
Персівал «Персі» Гейлз (англ. Percival «Percy» Hayles; 24 жовтня 1940 — 24 серпня 1978) — ямайський професійний боксер.
На професійному ринзі дебютував 27 липня 1957 року, провів 71 поєдинок, у 35 з них святкував перемогу.
10 липня 1965 року провів поєдинок за титул чемпіона світу у першій напівсередній вазі за версіями WBC і WBA, в якому поступився венесуельцю Карлосу «Морочо» Ернандесу.
28 липня 1968 року переміг ганця Лава Аллотея, забравши в нього титул чемпіона Британської імперії у легкій вазі. Володів чемпіонським поясом до квітня 1970 року, провівши чотири вдалих захисти титулу.
У 1964 році визнаний спортсменом року на Ямайці.
Загинув внаслідок дорожньо-транспортної пригоди неподалік Кінгстона, коли його, подорожуючого велосипедом, збив автомобіль.